# 엔젤 록신
엔젤 록신(Angel Locsin, 1985년 4월 23일 ~ )은 필리핀의 배우이다.

## 출연 작품
- 에브리씽 어바웃 허 (2016)
- 포 시스터즈 앤 어 웨딩 (2013)
- 언오피셜리 유어스 (2012)
- 영원히 사랑해 (2006)
- 에코 (2004)
- 싱글즈 (2004)
- 클릭 (1999)